# Glimke 2
Das Gebäude Glimke 2 ist ein mit der Nummer 183 in die Denkmalliste der Stadt Bad Salzuflen im nordrhein-westfälischen Kreis Lippe in Deutschland eingetragenes Baudenkmal.
Die Eintragung erfolgte am 20. Februar 1997; Grundlage für die Aufnahme in die Denkmalliste ist das Denkmalschutzgesetz Nordrhein-Westfalens (DSchG NRW).

## Lage
Das 1788 errichtete Leibzuchtgebäude steht im Bad Salzufler Ortsteil Wüsten, etwa 900 Meter nördlich der Wüstener Ortsmitte, im Tal der Glimke.

Mit der Eingemeindung Wüstens nach Bad Salzuflen und der Vergabe von Straßennamen bekam das Grundstück „Unterwüsten Nr. 19“ die neue Anschrift „Glimke 2“.

Auf demselben Areal, etwas westlicher, steht das ebenfalls als Baudenkmal ausgewiesene Haus „Glimke 2b“.

## Beschreibung
Bei dem Baudenkmal handelt es sich um ein Vierständerhaus auf Natursteinsockel mit Putzausfachungen. Sein Satteldach ist heute mit roten Zementfaserplatten eingedeckt, das Giebeldreieck kragt auf gekehlten Knaggen vor und ist mit einer Senkrechtschalung verbrettert. Der Dachstuhl ist als Hochsäulenkonstruktion mit Kehlbalkenlage ausgeführt.
Die Torbügen sind mit Blüten und Stern versehen. Die Torbogeninschrift des Bauernhauses lautet:

„ANNO 1788 DEN 20. JUNI HAT JOHANN OTTE ALBERTSMEIER UND ANNA MARIE STUHRHANNEN
HABEN DIESEN HAUS LASSEN BAUEN. ICH LIEGE UND SCHLAFE GANZ MIT FRIEDEN, DENN
ALLEIN DU HERR HILFST MIR, DAS ICH SICHER WOHNE.0000000M.F. HINRICH DEPPE“

In der zweiten Hälfte des 19. Jahrhunderts wurde ein zweigeschossiger, unterkellerter Fachwerk-Wohnteilanbau parallel an die rückwärtige Giebelfassade des Vierständerbaus angebaut. Die drei Giebeldreiecke kragen leicht vor und sind in Fachwerk ausgeführt und mit Holzklappluken versehen, ihre Spitzen waagerecht verbrettert.
Die mit Ziegelsteinplattenboden versehene ehemalige Durchgangsdeele ist mit geschweiften Kopfbändern zur Aussteifung der Ständer-Deckenbalkenkonstruktion versehen. Beidseitig der Deele sind die Raumstrukturen mit Speicherräumen über den Ställen, sogenannten Hillen, erhalten.

## Baudenkmal
Der inschriftlich 1788 datierte Vierständerbau mit Wohnteilanbau ist bedeutend für die Stadt Bad Salzuflen, insbesondere den Stadtteil Wüsten und die Entwicklung der landwirtschaftlichen Lebens-, Arbeits- und Produktionsverhältnisse. Er ermöglicht, eine anschauliche Vorstellung der Funktionsabläufe in einem großen Leibzuchtgebäude seit dem späten 18. Jahrhundert zu vermitteln. Der Wohnhausanbau aus der zweiten Hälfte des 19. Jahrhunderts dokumentiert die geänderten Wohnvorstellungen auch der älteren Hofgeneration. Das Gebäude veranschaulicht das Leben und Arbeiten unter einem Dach mit Vieh. Gegenüber dem Leibzuchtgebäude steht das Bauernhaus von 1826. Hier wird die typische Art des Zusammenlebens mehrerer Generationen auf einer Hofstelle belegt. Die ältere Generation übergab den Hof der jüngeren und zog sich in das eigene Wohn-Wirtschaftsgebäude zurück, hielt selbst etwas Vieh, nahm am Hofleben teil, hat aber nicht mehr die Verantwortung für die Bewirtschaftung. An der Erhaltung und Nutzung gemäß § 2.1 DSchG NW besteht daher aus wissenschaftlichen, insbesondere ortshistorischen, und volkskundlich-hauskundlichen Gründen ein öffentliches Interesse.
Volkskundliche Gründe werden angeführt, weil an diesem Objekt sich die Wohn- und Wirtschaftsweisen der ländlichen Bevölkerung Lippes und insbesondere in Wüsten gewinnen lassen und so zum besseren Verständnis der Lebensumstände der Erbauer und Bewohner beitragen, und weil das Gebäude Auskunft gibt über den Brauch, über dem Torgestell Inschriften anzubringen. Darüber hinaus werden hauskundliche Gründe geltend gemacht, denn dieses Leibzuchtgebäude mit Anbau dokumentiert den jeweiligen Entwicklungsstand der Verzimmerungstechniken.